# Glisenti M1910
Die Glisenti M1910 war eine Pistole der italienischen Armee während des Ersten Weltkrieges.

## Geschichte
Der Ausgangsentwurf der Waffe entstand 1905 für das Kaliber 7,65 mm, von dem einige Exemplare bei den Carabinieri eingeführt wurden. Das Militär forderte jedoch eine Pistole mit stärkerer Munition. Daraus entwickelte man ein Modell im Kaliber 9 mm mit starrer Verriegelung. Dieses wurde 1910 beim Regio Esercito, dem italienischen Heer, als Standardpistole eingeführt. Zwei Jahre später entstand die Brixia M1912, eine nahezu baugleiche Konstruktion, die etwas einfacher aufgebaut war und im Gegensatz zum Vorgängermodell keine Griffsicherung mehr besaß. Außerhalb Italiens fanden die Waffen keine Verwendung und wurden dort 1934 ausgemustert. Restbestände wurden jedoch auch noch im Zweiten Weltkrieg eingesetzt und von u. a. der Wehrmacht als Pistole 670 (i) geführt.

## Technik
Vorgesehen war eine Pistole, die Patronen im Kaliber 9 × 19 mm verschießen sollte. Dies überforderte die recht schwache Verriegelung. Als Ausweg wurde mit der 9 mm Glisenti eine Patrone herausgebracht, die äußerlich identisch mit der Parabellum war, aber ein Drittel weniger Leistung erreichte. Damit funktionierte der Mechanismus der Glisenti nun sicher. Mit einer derart herabgesetzten Pulverladung hätte man ebenso gut auf die starre Verriegelung verzichten und auf einen simplen Masseverschluss zurückgreifen können. Stattdessen verwendete man einen Verschluss mit zurückgleitendem Lauf, der dem der Mauser C96 ähnelte.
Auf der linken Seite der Waffe befand sich ein großer abnehmbarer Deckel, der leichten Zugang zu den Verschlussteilen ermöglichte, aber auch die strukturelle Festigkeit des Rahmens beeinträchtigte.